# Епархија аустралијско-новозеландска
Епархија аустралијско-новозеландска је некадашња епархија Српске православне цркве.
Сједиште епархије се налазило у Илејну код Мелбурна.

## Историја
Аустралијско-новозеландска епархија је настала подјелом Западноевропске и аустралијске епархије и обухватала је Аустралију и Нови Зеланд. Као засебна Аустралијска епархија је основана 1973, а сљедеће године је названа Аустралијско-новозеландска.
Епархија аустралијско-новозеландска је престала постојати 2011. након њеног сједињавања с Епархијом за Аустралију и Нови Зеланд Митрополије новограчаничке у нову јединствену Митрополију аустралијско-новозеландску.

## Епископи
Епископи Епархије аустралијско-новозеландски су били:
| Портрет | Име и презиме     | Време службе | Напомена                                                |
| ------- | ----------------- | ------------ | ------------------------------------------------------- |
|         | Николај Мрђа      | 1973—1978    |                                                         |
|         | Василије Вадић    | 1978—1986    |                                                         |
|         | Лонгин Крчо       | 1986—1992    |                                                         |
|         | Лука Ковачевић    | 1993—2006    |                                                         |
|         | Иринеј Добријевић | 2006—2011    | Епископ Митрополије аустралијско-новозеландске од 2011. |